# Masas
En ciencias políticas, sociología y Derecho constitucional masas o las masas hace referencia a un sujeto colectivo en ciertas manifestaciones del comportamiento social, especialmente para describir formas de comportamiento gregario, frente al de tipo individual. Se utiliza frecuentemente en plural (las masas), y en oposición al concepto de las élites. Habitualmente no se usa de forma neutra, sino con distinta valoración semántica según la intención ideológica que se tenga, ya sea despectiva o más positiva, al entenderla como fenómeno de posible liberación. Guarda estrecha relación con otros conceptos pueblo, muchedumbre, multitud, plebe, vulgo o chusma; y con la expresión griega hoi polloi (οἱ πολλοί -"los muchos" o "la mayoría"-, el fundamento de la democracia o poder del pueblo -siendo demos traducible por pueblo-) en oposición a hoi olligoi (οἱ ὀλίγοι -"los pocos" o "la minoría"-, el fundamento de la oligarquía), ambas procedentes del discurso fúnebre de Pericles y muy utilizada la primera de ellas como un tópico elitista en la cultura anglosajona desde principios del siglo XIX.
Los partidos de masas surgieron en el siglo XX, frente a los partidos de cuadros o de élites. También puede asociarse al concepto de partido de clase (referido a la clase obrera y a los partidos marxistas Partido Socialista o Partido Comunista).
Desde el principio, masa no fue solo un concepto, sino un modo de pensar y organizar la sociedad, una forma de modelar el mundo, un modelo concreto de sociedad. Para algunos pensadores, la sociedad de masas es la mejor forma de organizar la sociedad. 
Además fue un concepto conflictivo, ya que a finales del siglo XIX estaba en todos los debates políticos y planteaba, como se ha nombrado, una confrontación ideológica entre la izquierda y la derecha.  Desde la izquierda (movimiento socialista, obrero) la masa se veía como objeto de liberación, ya que era entendida como un conjunto de gente que  al unirse podría conseguir una emancipación respecto al poder. El marxismo planteaba que el capitalismo había creado su propio enemigo, ya que la masa iba a poner en común sus experiencias, y podría actuar en común. Por tanto se plantea como un motivo de esperanza desde la izquierda. 
Por otro lado, desde la derecha, la burguesía, más proclive a mantener el orden establecido, planteaba la masa como una amenaza, como una catástrofe de la sociedad. Dentro de esta corriente podríamos considerar las valoraciones de Ortega y Gasset, que en su obra  La rebelión de las masas plantea a estas como individuos sin raciocinio que contribuyen a la destrucción del mundo occidental. 
En la formación del concepto, desde el punto de vista demográfico, la industrialización supone un fuerte crecimiento de las principales ciudades. Esto provoca que la población que anteriormente vivía en núcleos rurales, se aglomere en un espacio reducido y un tiempo acelerado, en busca de trabajo y supervivencia.  Este fenómeno produjo un fuerte impacto a nivel económico, político y social en aquella época.
Con el paso de las décadas, masa ha acabado teniendo un sentido negativo, y por tanto se ha impuesto una de las dos visiones, la más conservadora. (Podría plantearse que esta visión se ha generalizado al imponerse la tradición política que la defendía).  Además, habitualmente se observa una visión de tipo cuantitativo de la masa, sobre todo desde la perspectiva sociológica, donde se la observa como un  gran conjunto de gente uniforme y pasivo.
Si vinculamos el concepto al ámbito comunicativo, tendría un papel destacable a la hora de definir los medios de comunicación de masas, que serían propios de esta sociedad moderna, urbana, industrializada y capitalista.